# Universidad de Cundinamarca
La Universidad de Cundinamarca es una universidad pública colombiana ubicada en el departamento de Cundinamarca, fundada en el año 1969 bajo el nombre de Instituto Universitario de Cundinamarca, en el año 1992 adquiere el estatus de universidad de parte del ministerio de educación nacional. Su campus universitario se encuentra ubicado en la ciudad de Fusagasugá. Cuenta con dos seccionales ubicadas en los municipios de Girardot y Ubaté, adicionalmente cuenta con extensiones en las ciudades de Facatativá, Chía, Zipaquirá y Soacha. La Universidad de Cundinamarca cuenta con 18 programas de pregrado, 4 especializaciones, 2 maestrías y 1 doctorado.

## Historia

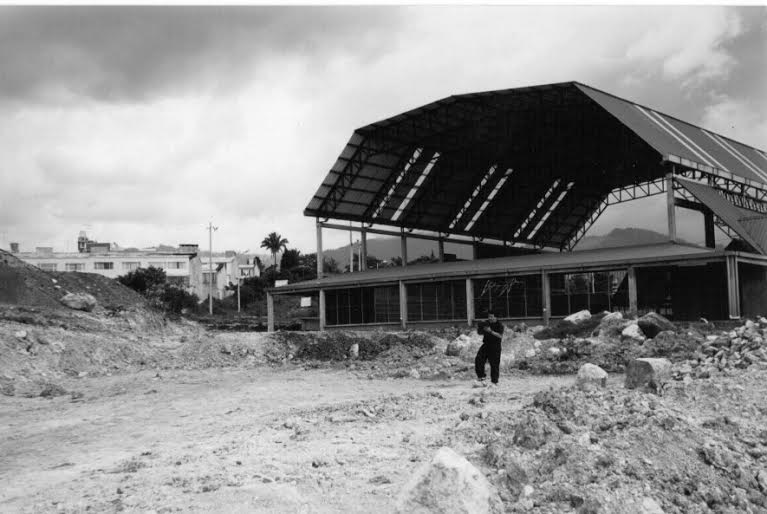
Una de las primeras construcciones en la Sede Fusagasugá: El Coliseo de deportes.

La sede principal data de inicios de la década de los 70, en la ciudad de Fusagasugá, Provincia del Sumapaz; Cundinamarca. La ordenanza número 045 del 19 de diciembre de 1969, creó el Instituto Técnico Universitario de Cundinamarca - ITUC-; en dicha ordenanza se establece que el ITUC ofrecerá Educación Superior a hombres y mujeres que poseen título de bachiller o normalista, y dará preferencia en un 90% a estudiantes oriundos del Departamento. El 1 de agosto de 1970 se inician las labores académicas en la Sede de Fusagasugá con los siguientes programas: Tecnología Agropecuaria, Tecnología Administrativa y Secretariado Ejecutivo. En 1990, el ya consolidado ITUC, solicita a las autoridades respectivas, el reconocimiento como Universidad de Cundinamarca y por resolución 19.530 expedida el 30 de diciembre de 1992 por el Ministerio de Educación Nacional, es reconocida como Universidad e integrada al Sistema Universitario Estatal -SUE-.
En 2007 el artista y diseñador Pedro Enrique Espitia Zambrano creó la imagen corporativa de la Universidad de Cundinamarca: el eslogan, el escudo, la bandera y demás elementos que representan simbólicamente a esta institución.
A 2022 el rector es Adriano Muñoz Barrera. En 2016 la universidad poseía 714 docentes, 366 con maestría y 23 con doctorado, de este total 232 docentes son de tiempo completo. En total se contrataron 916 docentes.
A 2025 el rector es Adriano Muñoz Barrera. Pesar de re-elegirse presuntamente de forma fraudulenta, citando a sesión extraordinaria el Consejo Superior Universitario en periodo no académico y de vacaciones de toda su comunidad. esta sesión no contó con la presencia de la Delegada de presidencia ni con la delegada de gobernación, al enviar la invitación a altas horas de la noche y citando a sesión al día siguiente.

## Gobierno

### Consejo Superior
El Consejo Superior Universitario es el máximo órgano de dirección y gobierno de la Universidad de Cundinamarca y está integrado por:
- El Gobernador del Departamento de Cundinamarca, quien lo preside.
- Un miembro designado por el presidente de la República que tenga vínculos con el sector universitario.
- Un delegado del Ministro de Educación.
- Un representante de las Directivas Académicas designado por éstas. Para éste efecto se entiende por directivas académicas el Consejo Académico, el Vicerrector Académico, los Decanos, los Directores de Institutos.
- Un representante de los Docentes elegido por estos
- Un representante de los Egresados elegido por estos
- Un representante de los Estudiantes elegido por estos
- Un representante del Sector Productivo.
- Un exrector universitario.
- El Rector de la Universidad de Cundinamarca con voz y sin voto.

| Nombre                                                    | Asiento                                 |
| --------------------------------------------------------- | --------------------------------------- |
| Erika Elizabeth Sabogal Castro                            | Delegada Gobernador de Cundinamarca [*] |
| Eva Janette Prada Grandas                                 | Delegada Presidente de La República     |
| María Fernanda Polania Correa                             | delegada Ministra de Educación Nacional |
| Aura Esther Álvarez Lara                                  | Representante de Directivas Académicas  |
| Odair Triana Calderón                                     | Represente de Docentes                  |
| Hector Javier Rey (Principal) Jennifer Sanchez (Suplente) | Representante de Graduados              |
| Danna Julieth Rueda Pineda                                | Representante de Estudiantes            |
| Edgar Armando Rincón Cerón                                | Representante Sector Productivo         |
| Belis Adalberto Beltrán Clavijo                           | Representante de Ex Rectores            |
| Adriano Muñoz Barrera                                     | Rector                                  |

### Consejo Académico
Es la máxima autoridad académica de la Universidad y está integrado por:
- El rector y el vicerrector y demás agregados[4]

| Nombre                         | Cargo                                                              |       |
| ------------------------------ | ------------------------------------------------------------------ | ----- |
| Adriano Muñoz Barrera          | Rector                                                             | [ 5 ] |
| María Eulalia Buenahora Ochoa  | Vicerrector Académico                                              | [ 5 ] |
| Jaime Orlando Parra González   | Representante de los Directores de Programas                       |       |
| César Augusto Casas Díaz       | Representante Principal de los Profesores                          |       |
| Jaime Augusto Porras Jiménez   | Director de Investigación Universitaria                            |       |
| Héctor Javier Rey Micán        | Representante de los Estudiantes                                   |       |
| Vilma Moreno Melo              | Decana Facultad de Ciencias Agropecuaria                           | [ 6 ] |
| Pedro Nel Quintero Turriago    | Decano Facultad de Ciencias del Deporte                            | [ 6 ] |
| Félix Gregorio Rojas Bohórquez | Decano Facultad de Ciencias Administrativas Económicas y Contables | [ 6 ] |

## Sedes
La Universidad de Cundinamarca, cuenta con 8 sedes: Sede principal Fusagasugá, Seccional Girardot, Seccional Ubaté, Extensiones en Chía, Zipaquirá, Chocontá, Facatativá y Soacha.

### Sede Fusagasugá (sede principal)
Establecida en 1969, como centro de desarrollo institucional, cuenta con una oferta académica de 10 programas de pregrado, 5 programas de especialización y 2 maestrías. Los programas que actualmente oferta son:
Programas de pregrado:
- Administración de Empresas
- Contaduría pública
- Licenciatura en Ciencias Sociales
- Ingeniería Electrónica
- Ingeniería de Sistemas y Computación
- Ingeniería Agronómica
- Zootecnia
- Tecnología en Cartografía

Especializaciones:
- Especialización en Educación Ambiental y Desarrollo de la Comunidad
- Especialización en Negocios y Comercio Electrónico
- Especialización en Procesos Pedagógicos del Entrenamiento Deportivo
- Especialización en Gerencia para el Desarrollo Organizacional
- Especialización en Gestión de la Información Gerencial (virtual)

Maestrías
- Maestría en Educación
- Maestría en Ciencias Ambientales

### Seccional Girardot
La Seccional Girardot es una de las 7 sedes a lo largo del departamento de Cundinamarca. Se encuentra ubicada en la carrera 19  24-209 barrio Gaitán en Girardot. La ordenanza 014 en noviembre de 1972 crea la Seccional del Instituto Universitario de Cundinamarca ITUC en Girardot. El 4 de marzo de 1974 se inician actividades en la Seccional con los programas:[cita requerida]
- Enfermería
- Biología y Química (Educación)
- Ciencias Sociales (Educación)

En 1989, el Acuerdo n.º 031 autoriza el cambio de modalidad tecnológica a formación universitaria del programa de Enfermería en la Seccional de Girardot. El 3 de febrero de 1993 se realiza el proyecto del convenio de Cooperación Institucional entre la Universidad de Cundinamarca (UDEC), y la Secretaría de Salud de Cundinamarca.
En 1996 se crea la Especialización en Gerencia de Servicios de Salud. En el mismo año el Consejo Superior autoriza el funcionamiento del programa de Administración de Empresas jornada nocturna, en esta seccional, adscrita a la Facultad de Ciencias Administrativas, Económicas y Contables y a la Facultad de Ciencias de la Salud.
En 1999 se aprueba la Especialización en Gerencia para el Desarrollo Organizacional de la Facultad de Ciencias Administrativas y se crean los programas de Ingeniería Electrónica y Formación Profesional de Terapia Ocupacional en la Facultad de Salud Además se aprobó la Especialización en Atención Integral del Escolar y el Joven, en la Facultad de Salud.,
En el 2000 el Consejo Superior aprobó el programa de Ingeniería[¿cuál?] en la modalidad semipresencial.
Mediante Acuerdo n.º 004 del 15 de mayo, se aprobó la Especialización en Salud Ocupacional, jornada diurna, de la Facultad de Salud.
Se aprobó la Especialización en Auditoría en Salud, de la Facultad de Salud mediante Acuerdo n.º 022 del 3 de noviembre.
El Consejo superior aprobó el programa de Especialización en Desarrollo Comunitario y Gestión Ambiental, de la Facultad de Educación, por medio del Acuerdo n.º 005 del 15 de mayo.
En el segundo semestre de 2007 el Ministerio de Educación Nacional, Aprueba la Apertura del Programa Tecnológico en Gestión Turística y Hotelera para el segundo semestre del 2008.
En 2008 el Ministerio de Educación Nacional le otorga el Registro Calificado al programa académico de Tecnología en Gestión Turística y Hotelera.
La Seccional de Girardot posee amplias instalaciones y un campus rodeado de vegetación. Tiene 13 edificaciones, cuatro destinadas a aulas, una a laboratorios, un edificio para oficinas administrativas, una adscrita a Bienestar universitario, un auditorio (con capacidad 400 personas), un edificio para la biblioteca. Cuenta con cafeterías y zonas de estacionamiento.

### Seccional Ubaté
En 1973, en la Villa de San Diego de Ubaté, se iniciaron labores de la segunda Seccional de la Universidad de Cundinamarca, que por entonces (1973) era el Instituto Técnico Universitario de Cundinamarca ITUC. La institución se ha convertido en autora de fomento de desarrollo para la provincia, una región eminentemente agropecuaria y caracterizada por su gente laboriosa y emprendedora. Actualmente, en la Seccional Ubaté, la Universidad de Cundinamarca oferta cuatro programas de pregrado y uno de posgrado.

### Extensión Chía
La Extensión Chía fue creada en 1999, iniciando sus labores en las instalaciones de un colegio del municipio. Ante la creciente demanda estudiantil, la Universidad de Cundinamarca gestionó los predios y la construcción de una moderna sede propia, inaugurada en 2016. Actualmente, la institución oferta en Chía tres programas de pregrado, una especialización y una maestría presenciales.

### Extensión Facatativá
La extensión de Facatativá fue creada en 1992. La Extensión Facatativá es una de las sedes con mayor número de estudiantes de la institución. Su campus principal se encuentra ubicado en la zona urbana del municipio de Facatativá, y cuenta con la Unidad Agroambiental "El Vergel" en la vereda Mancilla, una finca de 23 hectáreas aproximadamente, en la que estudiantes y docentes realizan prácticas académicas y proyectos de investigación. Actualmente ofrece seis programas de pregrado y dos especializaciones: 
Programas de Pregrado: 
- Administración de Empresas y contables
- Contaduría Pública
- Ingeniería de Sistemas y Computación
- Ingeniería Agronómica
- Ingeniería Ambiental
- Psicología

Especializaciones: 
- Especialización en Educación Ambiental y Desarrollo de la Comunidad
- Especialización en Gestión de Sistemas de Información Gerencial

### Extensión Soacha
Creada en el 2000 para fortalecer la formación de profesionales de la región. Actualmente, la institución oferta tres programas de pregrado y dos especializaciones y a su vez, se establecieron las oficinas de la Dirección de Control Interno Disciplinario, para cumplir el deber institucional de organizar una unidad del más alto nivel, encargada de conocer y fallar en primera instancia, los procesos disciplinarios que adelanten contra sus servidores.

### Extensión Zipaquirá
Zipaquirá acogió a la Universidad de Cundinamarca desde la creación de su extensión en 1999. En esta extensión funciona la cuota artística de la institución, el programa de Música, el cual ha funcionado en una antigua casona patrimonio del municipio, a los pies de la Catedral de Sal. En 2016, la Administración Municipal adjudicó a la Universidad de Cundinamarca un terreno para la construcción de su propia sede, cuyos estudios, diseño y gestión se encuentra en marcha, y en la que se espera poder ampliar la oferta académica en Zipaquirá.

### Oficinas en Bogotá
Para promover y ejecutar proyectos con entidades nacionales e internacionales, mediante convenios y contratos interadministrativos, que apuntan a fortalecer la gestión a través de la generación de recursos financieros, transmisión de conocimientos a las comunidades y aprehensión para el mejoramiento académico, la Universidad de Cundinamarca estableció en la ciudad de Bogotá, la Dirección de Proyectos Especiales y Relaciones Interinstitucionales.

## Medios de comunicación
La universidad maneja varios medios de comunicación escrita entre ellos están: El Periódico "Abriendo Caminos", la Revista "Chispa Universitaria" realizados por los programas de Enfermería y Administración de Empresas respectivamente, con una periodicidad semestral, además del periódico universitario "UCundinamarcaS21".

## Oferta Académica
La Universidad de Cundinamarca cuenta con 18 programas de pregrado, 4 especializaciones, 2 maestrías y 1 doctorado en sus 7 facultades.

### Pregrado
La Universidad de Cundinamarca cuenta con 18 programas de pregrado que son impartidos en sus 7 facultades.

#### Facultad de Ciencias Administrativas, Económicas y Contables
La facultad de Ciencias Administrativas, Económicas y Contables es fundada en 1978 cuando la universidad aun era el Instituto Universitario de Cundinamarca en aquel momento solo ofrecía el programa de Tecnología en Administración Financiera, actualmente ofrece los programas de:
- Administración de Empresas
- Contaduría Pública
- Tecnología en Gestión Turística y Hotelera

#### Facultad de Ciencias Agropecuarias
La de facultad Ciencias Agropecuarias  fue fundada en 1970 siendo una de las facultades originales del Instituto Universitario de Cundinamarca, ofreciendo únicamente el programa de Tecnología Agropecuaria, actualmente ofrece los programas de:
- Ingeniería Agronómica
- Ingeniería Ambiental
- Zootecnia
- Medicina Veterinaria y Zootecnia

#### Facultad de Ciencias del Deporte y la Educación Física
La facultad Ciencias del Deporte y la Educación Física fue fundada en 1977 en el Instituto Universitario de Cundinamarca ofreciendo el programa de Licenciatura en Educación con especialidad en Educación Física en la ciudad de Fusagasugá, su lugar de desarrollo  actualmente se encuentra en la ciudad de Soacha ofreciendo el programa de:
- Profesional en Ciencias del Deporte y la Educación Física

#### Facultad de Educación
La facultad de Educación fue fundada en 1971 ofreciendo los programas tecnológicos de Ciencias de la Educación para educación rural, actualmente ofrece el programa de:
- Licenciatura en Ciencias Sociales

#### Facultad de Ingeniería
La facultad de ingeniería de la Universidad de Cundinamarca ofrece los siguientes programas:
- Ingeniería Electrónica
- Ingeniería Industrial
- Ingeniería de Sistemas
- Ingeniería de Software
- Ingeniería de Sistemas y Computación
- Ingeniería Geomática

#### Facultad de Ciencias de la Salud
La facultad de ciencias de la salud ofrece el programa de:
- Enfermería

#### Facultad de Ciencias Sociales, Humanidades y Ciencias Políticas
La facultad de Ciencias Sociales, Humanidades y Ciencias Políticas fue fundada mediante el acuerdo 023 del 4 de julio de 2007 ofreciendo los programas de Música y Psicología, actualmente ofrece los programas de:
- Música
- Psicología

### Posgrado
La Universidad de Cundinamarca cuenta con 7 programas de posgrado; 4 especializaciones, 2 maestrías y 1 doctorado.

#### Especializaciones
- Procesos Pedagógicos del Entrenamiento Deportivo
- Gerencia para el Desarrollo Organizacional
- Gestión de Sistemas de Información Gerencial
- Educación Ambiental y Desarrollo de la Comunidad

#### Maestrías
- Maestría en Educación
- Maestría en Ciencias Ambientales

#### Doctorados
- Doctorado en Ciencias de la Educación